# 2013-as amatőr ökölvívó-világbajnokság
A 17. amatőr ökölvívó-világbajnokság Almatiban, Kazahsztánban rendezték 2013. október 14–26. között. Tíz súlycsoportban avattak világbajnokot. A küzdelmek egyenes kieséses rendszerben zajlottak, és mindkét elődöntő vesztese bronzérmet kapott.

## Érmesek
| 2013. évi amatőr ökölvívó-világbajnokság érmesei |                       |                        |                                        |
| Versenyszám                                      | Arany                 | Ezüst                  | Bronz                                  |
| Szupernehézsúly                                  | Məhəmmədrəsul Məcidov | Ivan Dicsko            | Roberto Cammarelle Erik Pfeifer        |
| Nehézsúly                                        | Clemente Russo        | Jevgenyij Tyiscsenko   | Teymur Məmmədov Yamil Peralta          |
| Félnehézsúly                                     | Julio César la Cruz   | Agyilbek Nyijazimbetov | Oybek Mamazulunov Joe Ward             |
| Középsúly                                        | Zhanibek Alimkhanuly  | Jason Quigley          | Anthony Fowler Artyom Csebotarjov      |
| Váltósúly                                        | Danyijar Jeleuszinov  | Arisnoidys Despaigne   | Arajik Marutjan Gabriel Maestre        |
| Kisváltósúly                                     | Merey Aksalov         | Yasniel Toledo         | Éverton Lopes Urancsimegín Mönh-Erdene |
| Könnyűsúly                                       | Lázaro Álvarez        | Robson Conceição       | Domenico Valentino Berik Abdrakhmanov  |
| Harmatsúly                                       | Javid Chalabiyev      | Vlagyimir Nyikityin    | Kajrat Jeralijev Mikola Bucenko        |
| Légsúly                                          | Mihail Alojan         | Jasurbek Latipov       | Andrew Selby Chatchai Butdee           |
| Kislégsúly                                       | Birzsan Zsakipov      | Mohamed Flissi         | Yosvany Veitía David Jimenez           |